# Auerodendron
Auerodendron é um género botânico pertencente à família Rhamnaceae.